# Spijkerhoutboom
De spijkerhoutboom (Mouriri crassifolia) is een boomsoort.
De boom komt voor in Suriname, Frans Guyana en het noordoosten van Braziië. Hij wordt daar gekweekt vanwege zijn eetbare vruchten.
De boom wordt in het Kabo-gebied (West-Para) van Suriname aangetroffen samen met Bergi Gronfoeloe (Qualea rosea), Basralocus (Dicorynia guianensis), Grootbladig Tingimonie (Protium insigne), Djadidja (Sclerolobium melinonii), Barklak (Esweilera sp), Kassavehout (Didymopanax morototoni), Salie (Tetragastris sp), Goebaja (Jacaranda copaia), Swietboontje (Inga sp), Maripapalm (Attalea maripa) en Agrobigi (Parkia nitida) op zanderijgrond.

## Het hout
In de koloniale tijd stond het bekend als een zeer taai hout dat in het binnenland als zodanig bekend was. Men wendde het soms aan voor de bouw van hulpbruggen. De boom groeit in een groot gebied maar niet overvloedig. Het is een zware houtsoort, de dichtheid is 1,16 g/cm3